# Ragibagh Khan
Ragibagh Khan (Taishun, 1320 – Xanadu, 14 novembre 1328) conosciuto anche col nome di nascita di Arigabag e con quello cinese di Tianshun (in cinese: 天順), fu imperatore della Cina nel 1328, della dinastia mongola degli Yuan.

## Biografia
Figlio maggiore di Yesün Temür Khan e di Babukhan proveniva dalla tribù di Khunggirad. Divenne principe ereditario ancora infante nel 1324. Nel giugno del 1328 quando Yesün Temür morì a Shangdu, venne proclamato imperatore per mezzo dell'ufficiale musulmano Dawlat Shah.
La morte di Yesün Temür aveva portato a molte sommosse e rivolte popolari volte a esemplificare l'insoddisfazione verso la monopolizzazione del potere di Yesün Temür sia Mongolia che nel Jinong. In otto mesi, il comandante mongolo El Temür, che aveva posto la propria base a Dadu, lanciò un attacco con l'intento di porre sul trono imperiale il figlio di Khayishan. Tugh Temür venne accolto a Dadu nello stesso mese nella quale Ragibagh ascese al trono.
L'esercito di Ragibagh irruppe nella Grande Muraglia in diversi punti e avanzò verso Dadu, ma venne sconfitta dalle truppe di El Temür. Il 14 novembre 1328, un discendente di Jöchi Khasar, Örüg Temür, che controllava la Mongolia orientale, e Bukha Temur assediarono Shangdu, prendendo le parti di El Temür. In quel tempo gran parte delle armate di Ragibagh erano coinvolte negli scontri lungo la Grande Muraglia e la corte di Shangdu si arrese il giorno successivo. Dawlat Shah e gran parte dei capi lealisti vennero presi prigionieri e successivamente giustiziati. l'ex imperatore Ragibagh venne dato per disperso ma probabilmente venne ucciso. Ad ogni modo i lealisti di Yesün Temür combatterono ancora e gli ultimi fedeli dell'imperatore Ragibagh si arresero nel 1332.